# Witali Lasarewitsch Ginsburg

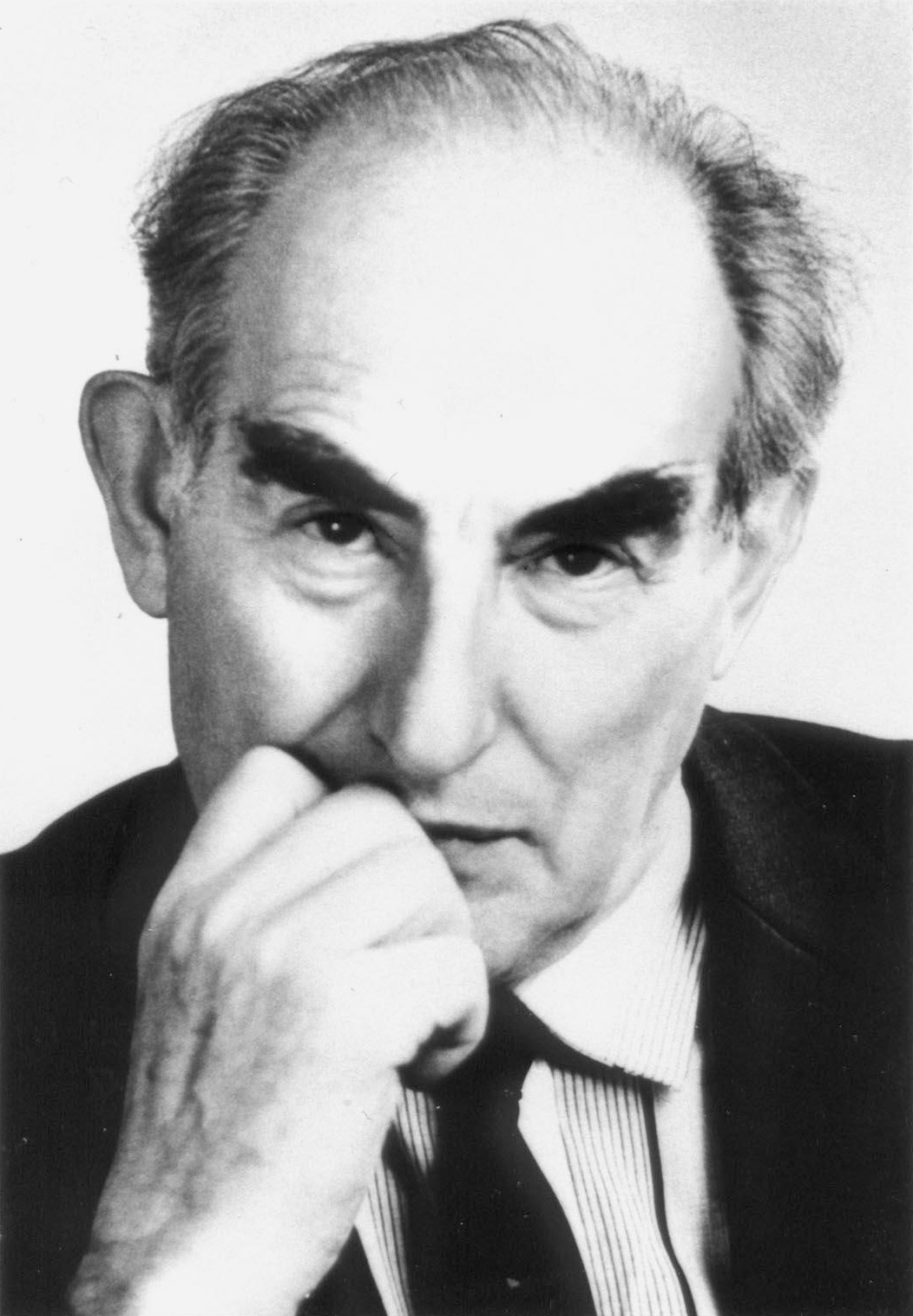
Witali Lasarewitsch Ginsburg

Witali Lasarewitsch Ginsburg (russisch Виталий Лазаревич Гинзбург; * 21. Septemberjul. / 4. Oktober 1916greg. in Moskau; † 8. November 2009 ebenda) war ein russischer Physiker. 2003 erhielt er „für bahnbrechende Arbeiten in der Theorie über Supraleiter und Supraflüssigkeiten“ den Nobelpreis für Physik.

## Leben

### Herkunft
Witali Ginsburg wurde noch zu Zeiten des zaristischen Russland in eine jüdische Familie geboren, als einziges Kind des Ingenieurs Lasar Jefimowitsch Ginsburg (1863–1942) und der Ärztin Awgusta Weniaminowna Wildauer-Ginsburg (1886–1920). Nach dem Tod der Mutter, die 1920 an Typhus starb, sorgte deren jüngere Schwester Rosa für die Familie. Da Vater und Tante der Qualität des neuen sozialistischen Schulsystems nicht vertrauten, schickten sie Witali erst 1927 im Alter von elf Jahren zur Schule. Da durch die Schulreform von 1931 alle weiterführenden Schulen abgeschafft wurden, verließ er die Schule nach der siebten Klasse.

### Werdegang
Er besuchte jedoch nicht – wie vom System vorgesehen – die anschließende Berufsschule, sondern begann als Laborassistent in einem Röntgenlabor. Als 1933 die Zulassungsbedingungen für ein Hochschulstudium gelockert wurden, bewarb er sich um einen Studienplatz in Physik an der Universität von Moskau. Da er allerdings die Schule nach der siebten Klasse beendet hatte, musste er sich noch den Lehrstoff der früheren Oberstufe aneignen – durch einen Crashkurs schaffte er dieses Pensum innerhalb von drei Monaten, aber er fiel bei den Eingangsprüfungen durch. Da er im Röntgenlabor bereits gekündigt hatte, nahm er ein Jahr als Gasthörer an den Vorlesungen teil, bevor er die offizielle Zulassung erhielt. Nach dem Diplom 1938 promovierte er 1942 am Lebedew-Institut der Akademie der Wissenschaften der UdSSR, die zu der Zeit von Moskau nach Kasan evakuiert worden war.
Wegen seiner jüdischen Abstammung wurde Ginsburg im zunehmend antisemitischen Klima des Jahres 1947 nicht zum Professor in Gorki ernannt, obwohl er bereits seit 1946 Vorlesungen gehalten hatte. Der Grund, dass er weiter wissenschaftlich arbeiten konnte und keinen weiteren Repressalien ausgesetzt war, war seine Mitarbeit (zusammen mit Andrei Sacharow) in der Gruppe um seinen Mentor Igor Tamm an der sowjetischen Wasserstoffbombe. Diese wurde 1953 erfolgreich getestet. Erst nach Stalins Tod 1953 wendete sich das Schicksal für Ginsburg, er wurde zum Mitglied der Akademie der Wissenschaften gewählt und seine Frau konnte aus dem Exil in Gorki nach Moskau zurückkehren. 1971 wurde Ginsburg Nachfolger von Igor Tamm als Leiter der theoretischen Abteilung des Lebedew-Instituts. Diese Position hatte er bis 1988 inne. 2003 wurde er zusammen mit Alexei Alexejewitsch Abrikossow und Anthony James Leggett für seine grundlegenden Arbeiten zur Supraleitung, der phänomenologischen Ginsburg-Landau-Theorie, mit dem Nobelpreis für Physik geehrt.
Gemeinsam mit anderen Mitgliedern der Akademie der Wissenschaften wandte er sich 2007 in einem Brief an Präsident Wladimir Putin gegen die zunehmende Klerikalisierung der russischen Gesellschaft und verwahrte sich gegen ihren Einfluss auf die Wissenschaften. Er kritisierte  Versuche der russisch-orthodoxen Kirche, im Widerspruch zur Verfassung des Landes, die eine Trennung von Kirche und Staat vorsieht, in allen Schulen Russlands Grundlagen der orthodoxen Kultur als obligatorisches Fach einzuführen. Dabei verwiesen die Wissenschaftler auf die Existenz vieler Glaubensrichtungen in Russland und auf die Tatsache, dass die Mehrheit der Bevölkerung Atheisten seien. In dem Brief heißt es "Eigentlich gründen sich alle Errungenschaften der modernen Wissenschaft im Weltmaßstab auf der materialistischen Weltanschauung. Es gibt nichts anderes in der modernen Wissenschaft."

### Privatleben
Witali Ginsburg war von 1937 bis 1946 mit Olga Samscha verheiratet, die er während des Studiums kennenlernte. Mit ihr hat er eine Tochter, Irina Dorman, geboren 1939. 1946 heiratete er Nina Iwanowna Jermakowa und wurde zur Zielscheibe des MGB (das Ministerium für Staatssicherheit), obwohl er bereits seit 1942 Parteimitglied der WKP(b) (später KPdSU) war. Der Vater seiner Frau war 1942 in einem Internierungslager gestorben, seine Frau selbst war 1944 wegen der Planung eines angeblichen Mordanschlags auf Josef Stalin interniert und erst 1945 unter strengen Auflagen wieder freigelassen worden. Sie wurde erst 1956 – drei Jahre nach Stalins Tod – im Rahmen einer Generalamnestie rehabilitiert.

## Auszeichnungen
- 1953: Stalinpreis
- 1966: Leninpreis
- 1971: Mitglied der American Academy of Arts and Sciences
- 1981: Mitglied der National Academy of Sciences
- 1984: Marian-Smoluchowski-Medaille
- 1990: Mitglied der Academia Europaea[2]
- 1991: Goldmedaille der Royal Astronomical Society
- 1991: John Bardeen Prize
- 1994/1995: Wolf-Preis für Physik
- 1995: Lomonossow-Goldmedaille
- 1995: S.-I.-Wawilow-Goldmedaille
- 2001: Humboldt-Forschungspreis
- 2003: Nobelpreis für Physik
- 2003: Fellow der American Physical Society
- Am 9. August 2006 wurde der Asteroid (8132) Vitginzburg nach ihm benannt.

## Schriften
- Über Physik und Astrophysik, Vieweg 1977
- Key problems of physics and astrophysics, MIR 1976
- Problems in undergraduate physics, 4 Bände, Pergamon Press 1965
- mit V. M. Agranovich:  Crystal optics with spatial dispersion, and excitons, Springer 1984
- About science, myself and others, IOP Publ. 2005
- Applications of electrodynamics in theoretical physics and astrophysics, Gordon and Breach, 2. Auflage 1989
- Astrophysics of cosmic rays, Jerusalem 1969 (Israel Program for Scientific Translations)
- Elementary processes for cosmic ray astrophysics, Gordon and Breach 1969
- mit S. I. Syrovatskii: The origin of cosmic rays, Gordon and Breach 1969
- On superconductivity and superfluidity : a scientific autobiography, Springer 2009
- The physics of a lifetime : reflections on the problems and personalities of 20th century physics, Springer 2001
- The propagation of electromagnetic waves in plasmas, 2. Auflage, Pergamon Press 1970
- Theoretical physics and astrophysics, Pergamon Press 1979
- mit V. N. Tsytovich: Transition radiation and transition scattering, Adam Hilger 1990
- Waynflete lectures on physics : selected topics in contemporary physics and astrophysics, Pergamon Press 1983
- Herausgeber: Thermodynamics and electrodynamics of superconductors, Nova Scientific Publ. 1988